# Heckler & Koch VP9
La VP9 è una pistola semiautomatica ad azione singola di fabbricazione tedesca, prodotta dalla Heckler & Koch.
Il nome del modello è probabilmente l'acronimo di Vollautomatische Pistole Modell 9 in omaggio al modello VP70 del 1970 che fu infatti la prima arma corta a percussore lanciato con fusto in polimero. Sviluppata dalla casa di Oberndorf am Neckar per compiti di polizia, forze di sicurezza e tiro sportivo è stata lanciata sul mercato statunitense il 10 giugno 2014 dopo quattro anni di progettazione in calibro 9 × 19 mm Parabellum. La pistola è stata introdotta sul mercato europeo nel gennaio 2015 con la sigla SFP9 (Striker Fired Pistol 9) e nel marzo 2016 per il mercato italiano in calibro 9 × 21 mm IMI.

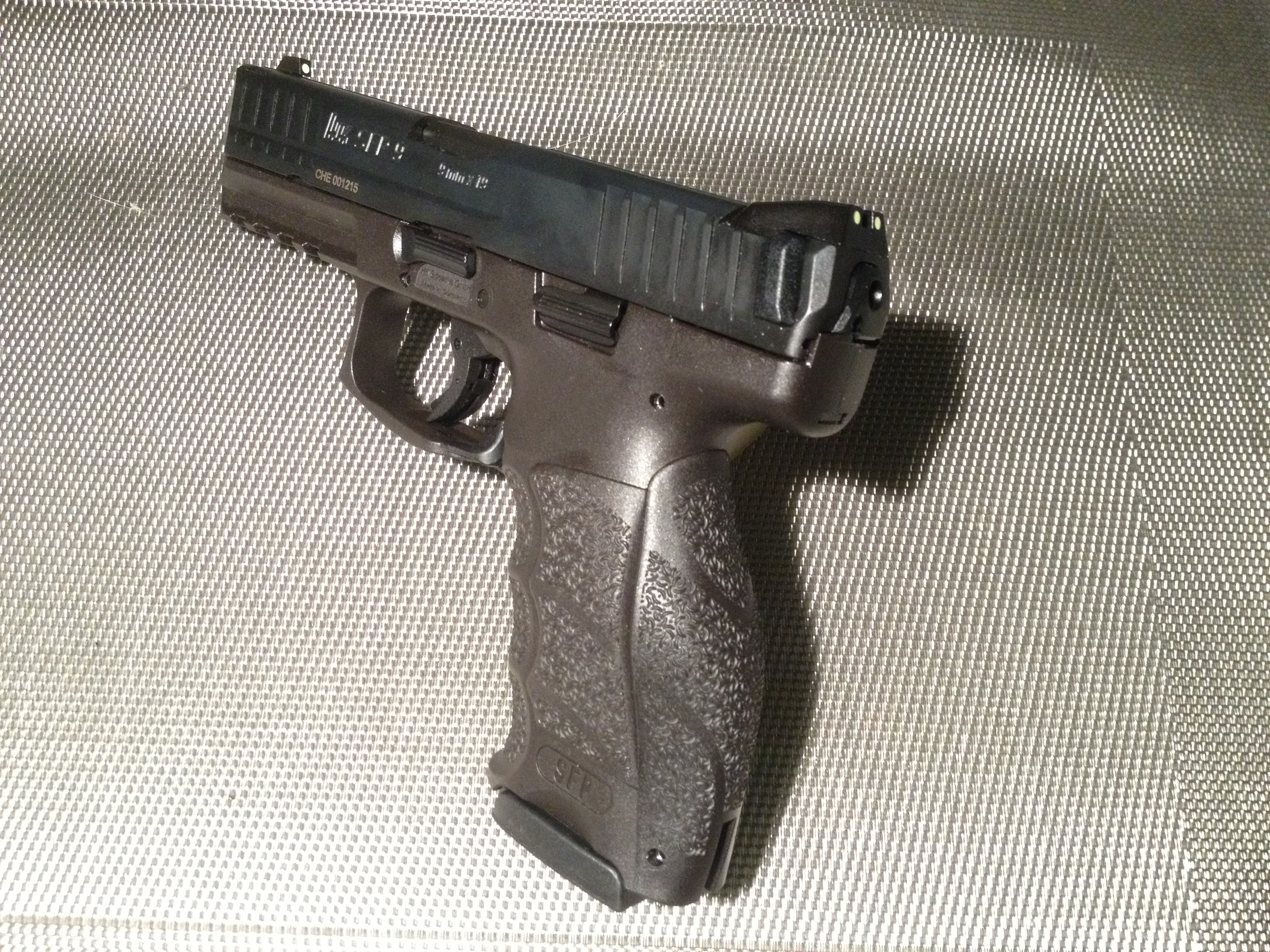
HK-SFP9

## Evoluzione progettuale
La VP9 segna il ritorno della casa tedesca alla tecnologia del percussore lanciato da lei introdotta con il modello VP70 ed entra pertanto in concorrenza con la Glock 17 di quinta generazione, la Walther PPQ ed la SIG P320, nonché la Beretta APX. Sulla scia dei concorrenti, un'attenzione particolare è prestata alla lavorazione dell'impugnatura (sagoma e rivestimento). Se l'indicatore di carica sulla parte posteriore del carrello pare mutuato dalla Walther P99, la VP9 ripropone la leva del caricatore sulla parte posteriore del ponticello come nella serie USP e nella P30. Il nuovo modello si distingue per le innovazioni che riguardano il gruppo di scatto ed i tiranti posti ai margini del carrello per facilitare la presa e la trazione del blocco carrello-otturatore. Dal 2024 è stata adottata come arma d'ordinanza dalla Polizia di Roma Capitale che ha provveduto ad acquistare un primo lotto di 1200 pistole che andranno gradualmente a sostituire le Beretta mod.84 Cheetah cal. 9x17 in uso come dotazione individuale nel 2010.

## Descrizione

### Fusto e impugnatura
La VP9 ha un fusto in polimero rinforzato che presenta due coppie di guide (o binari) in acciaio per lo scorrimento del carrello di cui la principale è quella centrale intelaiata al castello al livello della camera di scoppio all'altezza della leva di smontaggio, mentre quella di supporto secondario è situata nella parte terminale del castello. Sotto la copertura parapolvere del fusto c’è integrata una guida MIL-STD 1913 Picatinny. Le rotaie della slitta Picatinny sono associate a quattro scanalature per il fissaggio degli accessori, quali una luce tattica o un puntatore laser, per un peso massimo di 160 grammi. Il calcio presenta un disegno anatomico ed offre la possibilità di adattare le dimensioni dell'impugnatura alle esigenze dell'utilizzatore. Si può scegliere non solo uno dei tre dorsalini, ma anche una delle tre guancette aggiuntive atte a modificare il profilo laterale dell'impugnatura. Entrambe le guarnizioni modulari sono in corredo alla pistola, nelle dimensioni Large, Medium, Small.  Il portacorreggiolo è alloggiato nella parte terminale del dorsalino.

#### Meccanismo di scatto
Il meccanismo di scatto è del tipo a percussore lanciato (cioè senza cane esterno) che viene completamente armato durante la traslazione retrograda del carrello. Il gruppo di scatto è caratterizzato dal grilletto con leva di sicurezza assiale (o controgrilletto) integrata al centro della leva di scatto, secondo il disegno reso popolare dalla Glock. La pistola camerata è quindi sempre armata con il grilletto in posizione leggermente arretrata che lascia sporgere la leva di sicurezza. Quando questa è azionata si sblocca il grilletto che altrimenti non arretra e si agisce anche sul disconnettore che libera il percussore permettendo a quest'ultimo di colpire l'innesco della cartuccia. Questo tipo di grilletto è quindi sempre ad azione singola e funziona anche quale sicura sul grilletto e sul percussore. La corsa del grilletto è relativamente breve ed è caratterizzata da un ciclo in tre fasi, la prima più lunga consente l'azionamento congiunto dei due grilletti secondo un movimento fluido che diventa sensibilmente più resistente all'attivarsi della seconda fase più breve che aziona lo scatto. La terza fase è caratterizzata da una trazione in avanti del grilletto (positive reset) che accompagna il dito in posizione di reingaggio con un ritorno alla seconda fase. La trazione da esercitare sul grilletto è di circa 25 N mentre la corsa è di 6 mm al primo colpo e di soli 3 mm al reingaggio.

#### Smontaggio e rimontaggio

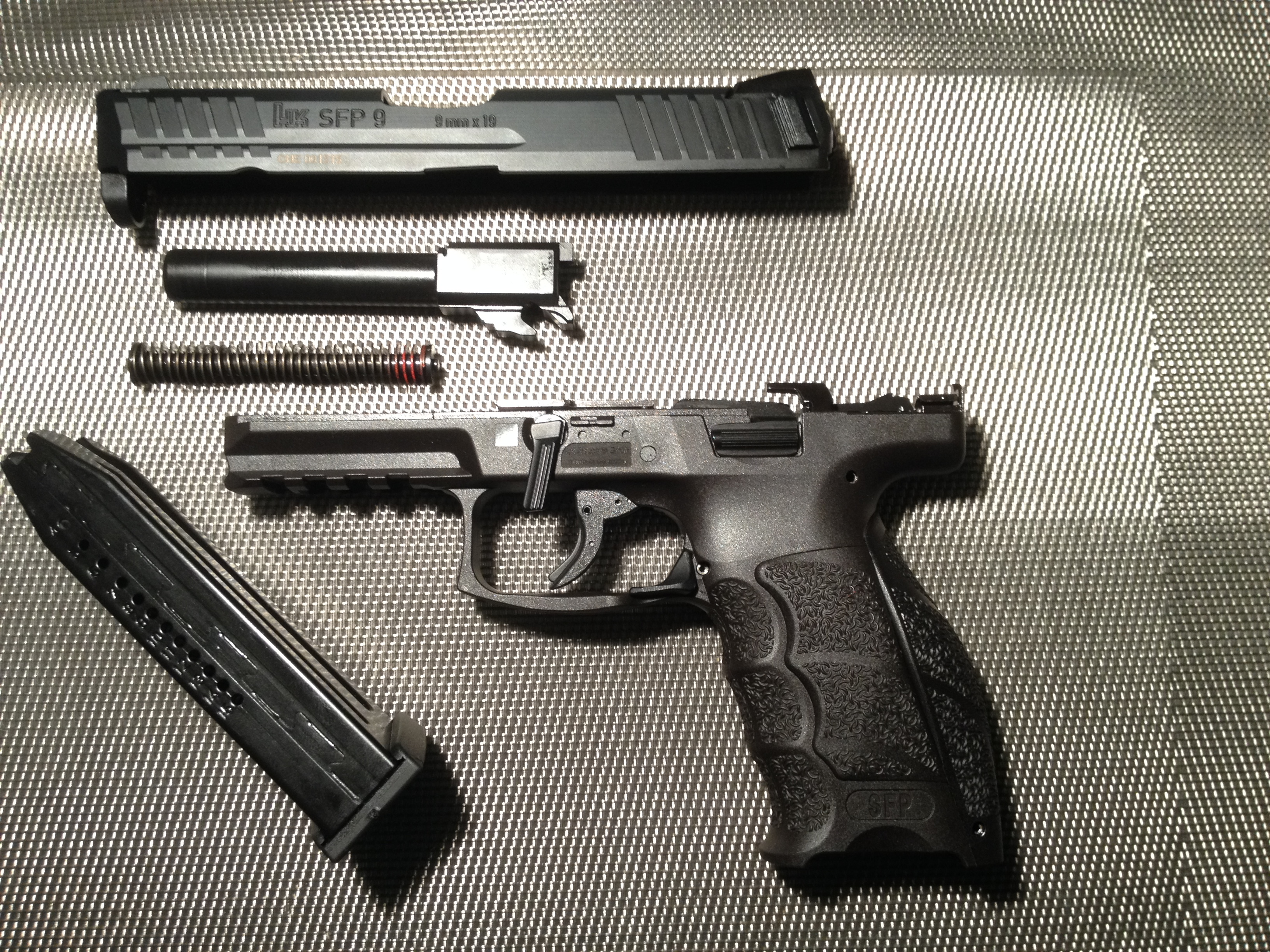
HK-SFP9 disassemblata

La pistola può essere smontata nelle componenti principali senza l'ausilio di attrezzi. Dopo aver rimosso il caricatore e con il carrello completamente arretrato in posizione aperta è sufficiente posizionare a ore sei la leva ambidestra di rilascio del carrello-otturatore e spingere in avanti il carrello. Si noti che sulla parte sinistra del fusto la leva ambidestra di rilascio del carrello-otturatore è celata dietro il castello essendo azionata da un tassello apparente di ridotte dimensioni secondo un disegno à la SIG, mentre sul lato destro la leva è del tutto apparente sul fusto. Per il rimontaggio si procede in ordine inverso ricollocando il carrello sui binari centrali del fusto e spingendolo indietro fino a ritrovare la posizione di fine corsa. Per bloccare il carrello occorre spingere verso l'alto la leva di rilascio del carrello che si inserisce nell'apposito solco obliquo presente sul lato sinistro, al centro del margine basso del carrello. Solo con il carrello bloccato in posizione aperta si può far ruotare la leva di smontaggio di 90° gradi in senso antiorario. Si preme quindi verso il basso la leva di rilascio del carrello-otturatore affinché quest'ultimo venga spinto in avanti in posizione di chiusura. Qualora un proiettile fosse stato camerato, questo verrebbe espulso al momento del rilascio del carrello-otturatore. Queste caratteristiche, vale a dire l'impossibilità di manovrare la leva di smontaggio con il caricatore inserito e senza che il carrello-otturatore sia bloccato in posizione aperta costituiscono un dispositivo di sicurezza specifico in fase di smontaggio-rimontaggio.

### Caricatore
Il caricatore, identico a quello del modello P30, è di tipo bifilare costruito in metallo con fondello in polimero. Per facilitare la presa del caricatore in caso di guasto del meccanismo di sgancio o di inceppamento nell'espulsione del bossolo, alla base del calcio, al centro di entrambi i lati, si trova una concavità semi circolare che consente di afferrare il fondello del caricatore per estrarlo manualmente. Quando il caricatore viene rimosso dal suo alloggiamento all'interno dell'impugnatura della pistola, attraverso la serie di 12 fori sul margine sinistro, numerati dal 4 al 15, è possibile verificare il numero dei colpi presenti. Va notato che una volta esaurito il caricatore al termine di un ciclo di spari, volendo inserire nell'arma un nuovo caricatore con munizioni, è sufficiente introdurre il caricatore con un po' di forza tramite un colpo secco sul fondello, per sbloccare immediatamente il carrello che riprende la posizione di chiusura senza che sia necessario manovrare la leva di rilascio del carrello-otturatore, sicché, introdotto il caricatore, l'arma è da subito camerata e pronta allo sparo.

#### Ritegno del caricatore
La leva piatta di ritegno (o di sgancio) del caricatore è ambidestra e collocata sulla parte posteriore del ponticello a margine della rientranza concava del contorno della guardia. Premendo all'ingiù la leva, il caricatore si sfila dal fusto.

### Blocco carrello-otturatore
Il carrello-otturatore e la canna sono in acciaio brunito con finitura detta Hostile Environment per aumentare la resistenza dell'acciaio all'usura e all'ossidazione. 
La VP9 dispone di una canna rampata a rigatura poligonale destrorsa a sei principi in acciaio lavorato con martellatura a freddo secondo la caratteristica tecnologia della casa tedesca. La rampa di alimentazione inclinata e lucidata a specchio è integrata allo zoccolo sottostante la camera di cartuccia secondo lo schema del sistema di chiusura Browning modificato.
Il piano del vivo di volata è tagliato in senso obliquo ai margini del carrello che pertanto acquista quel disegno rastremato tipico delle pistole della casa a partire dal modello P2000.

#### Sistema di chiusura
La VP9 è una pistola semiautomatica con un sistema di chiusura geometrica a blocco con funzionamento a corto rinculo di canna di tipo Browning modificato. Premendo il grilletto, il percussore viene rilasciato e viene sparato il colpo. La pressione del gas spinge il proiettile fuori dalla canna. L'impulso risultante provoca l'arretramento della canna e dell'otturatore che rimangono solidali per un breve tratto (corto rinculo), finché la canna non viene svincolata dall'otturatore mediante l'azione a camme tramite la quale la culatta viene tirata verso il basso e bloccata in sede per incastro, mentre l'otturatore prosegue il movimento retrogrado in modo indipendente dalla canna, comprimendo la molla di recupero. L'azione congiunta dell'estrattore e dell'espulsore provocano l'uscita verso destra del bossolo e quando l'otturatore è a fondo corsa viene respinto in avanti dalla molla di recupero in distensione. Il movimento del carrello provoca il cameramento di una nuova cartuccia, libera la canna dal suo incastro onde recuperare l'allineamento con l'otturatore in assetto solidale, bloccando il carrello-otturatore in posizione di chiusura pronto allo sparo.

#### Indicatori di carica
La VP9 dispone di due indicatori distinti: il primo sull'estrattore segnala il cameramento (loaded state indicator) ed il secondo sul fondo della culatta segnala l'armamento del percussore (firing pin cocking indicator). Se la parte anteriore dell'estrattore è protuberante, ciò significa che un proiettile si trova nella camera di cartuccia. L'indicatore assume la forma di una marcatura rossa che appare visibile al livello della parte protuberante dell'estrattore stesso, cosicché inclinando leggermente l'arma verso sinistra e osservandone il lato destro dall'alto si nota la marcatura rossa sul fianco. Alla stregua della Walther P99, viene anche proposto il dispositivo meccanico che consente di indicare visivamente l'armamento della pistola mediante la fuoriuscita di un punzone rosso aggettante dal tappo dell'otturatore, che corrisponde di fatto all'estremità posteriore del percussore. Si noti che quando l'arma non è camerata o ha il caricatore vuoto il punzone rosso è comunque visibile se il movimento di carica è stato azionato armando il percussore. Pertanto quando il punzone è arretrato con il bollino rosso in evidenza perché protrudente ciò sta a significare che l'arma è pronta a sparare, anche a vuoto.

#### Organi di mira
Il mirino e la tacca di mira sono regolabili in deriva (brandeggio orizzontale). Per facilitare l'acquisizione del bersaglio gli organi di mira sono provvisti di 3 punti di contrasto (3-dot sights) in vernice bianca, giallo-verde o rossa, posti l'uno sulla faccia del mirino e gli altri due sui bordi esterni della finestra della tacca di mira aperta a forma di trapezio.

#### Tiranti
Per manovrare il blocco carrello-otturatore, la VP9 dispone di idonee profilature anteriori e posteriori, ma si distingue per l'inserzione in coda al carrello di due alette verticali (tiranti o "supporti di caricamento") che facilitano la trazione in presa a pinza o a sella, secondo un accorgimento già proposto dalla FN Five-seveN. Le suddette alette sono amovibili tramite traslazione in deriva delle tacche di mira, e pertanto la marca tedesca innova rispetto al modello belga che ha le suddette alette fisse.

### Custodia
La VP9 viene fornita in una valigetta in polimero contenente: la pistola, tre guancette e tre dorsalini di dimensioni S-M-L, due caricatori, il manuale d'istruzioni e la prova di sparo.

## Varianti
- VP9 LE (Law Enforcement) è una variante con punti di mira autoluminescenti al trizio.
- VP40 è la variante in calibro .40 Smith & Wesson introdotta negli Stati Uniti nel giugno 2015.
- SFP9-SF (Special Forces), è la versione europea della VP9 omologata NATO.
- SFP9-TR (Technischer Richtlinie), è la versione europea che ha ricevuto l'omologazione per le armi d'ordinanza delle forze dell'ordine tedesche e che si caratterizza per una corsa più lunga, vale a dire di 11 mm al primo colpo e di 5 mm al reingaggio.
- SFP9-M (Maritim), è la versione resistente alla corrosione marina e capace di sparare 30 colpi sott'acqua[24].
- SFP9-SD (Schalldämpfer), è la versione con silenziatore.

## La VP9/SFP9 nella cultura di massa
In ambito cinematografico, la VP9 compare per la prima volta nell'episodio 2015, intitolato Spectre, della serie di film di spionaggio dedicata all'agente 007, James Bond.